# Trogoblemma
Trogoblemma là một chi bướm đêm thuộc họ Noctuidae.